# Dobry Start

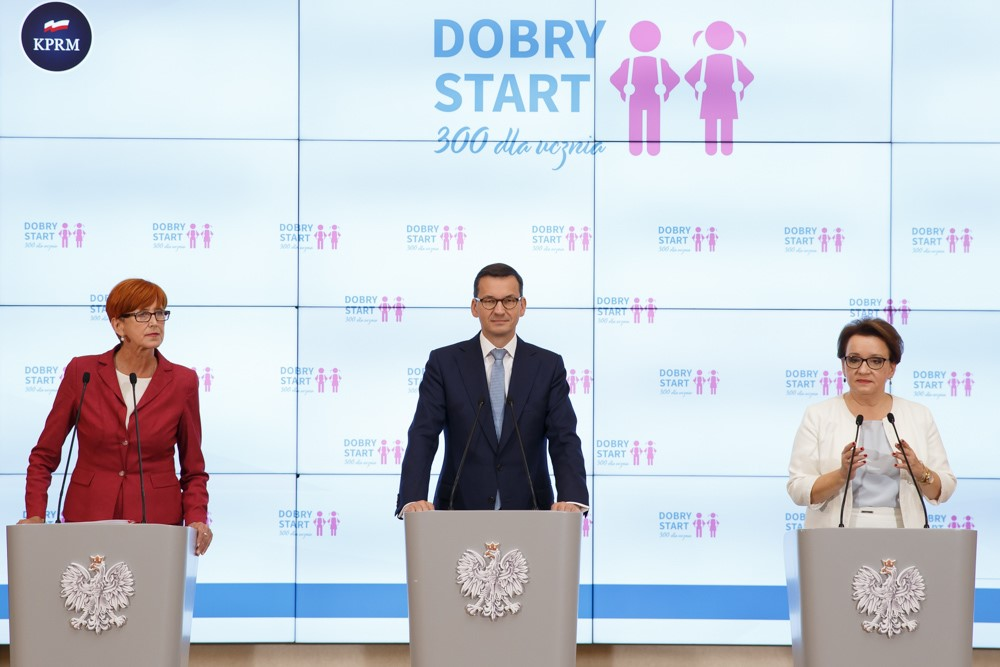
Konferencja dotycząca programu Dobry Start 300 zł dla uczniów w Polsce na początku roku szkolnego. Wypowiedź dla mediów, w środku premier Mateusz Morawiecki, minister rodziny, pracy i polityki społecznej Elżbiety Rafalskiej oraz minister edukacji narodowej Anny Zalewskiej.

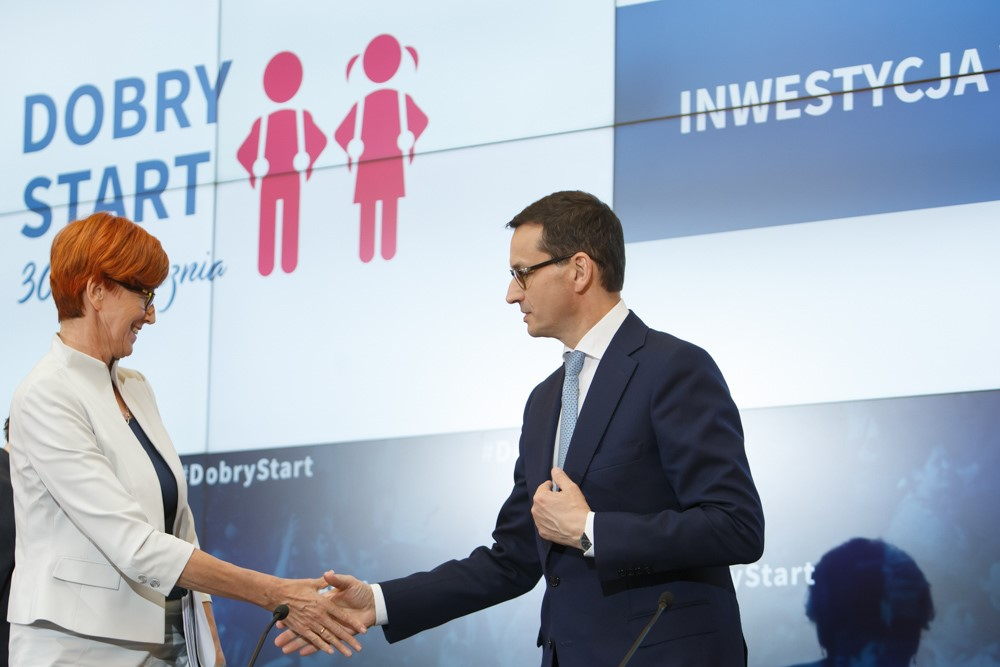
Elżbieta Rafalska i Mateusz Morawiecki podczas konferencji dotyczącej programu Dobry Start

Dobry Start (pot. 300 plus) – polski wieloletni rządowy program społeczny mający na celu wyrównywanie szans edukacyjnych dzieci niezależnie od kapitału kulturowego, społecznego i materialnego ich rodzin.

## Geneza i wprowadzenie
Program został wprowadzony w lipcu 2018 przez rząd Mateusza Morawieckiego i jest niezależny od dochodów rodziny. Pozostaje spójny z planem Morawieckiego.

## Charakterystyka
Świadczenie, które ma być formą wyprawki szkolnej (przyznawane jest w okresie rozpoczęcia roku szkolnego), otrzymać może rodzic dziecka, jego opiekun faktyczny, opiekun prawny, a także sama osoba ucząca się, jeśli jest to pełnoletni uczeń, który nie pozostaje na utrzymaniu rodziców, ponieważ rodzice nie żyją, ma prawo do alimentów ustalone wyrokiem sądowym lub ugodą sądową. Wniosek składa jeden z rodziców, a jeżeli dziecko nie pozostaje we wspólnym gospodarstwie domowym z obojgiem rodziców – wsparcie otrzymuje ten rodzic, który opiekuje się dzieckiem. Jeśli dziecko jest pod opieką naprzemienną obojga rodziców, to każdy z nich może złożyć wniosek i dostać połowę świadczenia. Dobry Start przysługuje również na dzieci pozostające w pieczy zastępczej.
Świadczenie przysługuje na dziecko, które uczy się w placówce, takiej jak szkoła podstawowa, gimnazjum (do czasu likwidacji), szkoła ponadpodstawowa z wyjątkiem szkoły policealnej i szkoły dla dorosłych, szkoła artystyczna, w której jest realizowany obowiązek szkolny lub nauki, młodzieżowy ośrodek socjoterapii, specjalny ośrodek szkolno-wychowawczy, specjalny ośrodek wychowawczy, ośrodek rewalidacyjno-wychowawczy aż do ukończenia przez nie dwudziestego roku życia. Dzieci niepełnosprawne, uczące się w szkole, otrzymają świadczenie do ukończenia przez nie 24. roku życia.
Wysokość świadczenia wynosi 300 zł na jedno dziecko, niezależnie od wysokości dochodu w rodzinie. Jeśli dziecko jest pod opieką naprzemienną obojga rodziców, to każdy z rodziców może otrzymać połowę pieniędzy na dziecko, czyli po 150 zł na rodzica. Wnioski o przyznanie świadczenia składa się w urzędach miejskich i gminnych w miejscu zamieszkania, ośrodkach pomocy społecznej miejsca zamieszkania, a także innych dodatkowych miejscach wyznaczonych w poszczególnych gminach. W przypadku dzieci objętych pieczą zastępczą oraz osób usamodzielnianych wnioski przyjmują powiatowe centra pomocy rodzinie.
Dobry Start jest świadczeniem niezależnym od świadczenia Rodzina 800 plus.
Wniosek o przyznanie świadczenia można złożyć za pośrednictwem bankowości elektronicznej, za pośrednictwem platformy PUE ZUS lub w formie papierowej.

## Kryteria przyznania świadczenia
Warunki uzyskania świadczenia:
- uczące się dziecko do 20 roku życia w rodzinie, a także w przypadku ukończenia przez dziecko 20 roku życia przed rozpoczęciem roku szkolnego w roku kalendarzowym, w którym dziecko kończy 20 rok życia.
- uczące się dziecko do 24 roku życia legitymujące się orzeczeniem o niepełnosprawności, a także w przypadku ukończenia przez dziecko 24 roku życia przed rozpoczęciem roku szkolnego w roku kalendarzowym, w którym dziecko kończy 24 rok życia.
- w przypadku dziecka biorącego udział w zajęciach rewalidacyjno-wychowawczych, świadczenie przysługuje nie wcześniej niż od roku kalendarzowego, w którym dziecko kończy 7 rok życia.

## Rezultaty
Według minister Elżbiety Rafalskiej pierwsza edycja programu (2018) zakończyła się sukcesem, wnioski złożyła większość z rodziców uprawnionych dzieci, których było około 4,6 miliona. Ponad 50% wniosków złożono drogą elektroniczną.

## Inne
Tę samą nazwę nosił autorski program stażowy realizowany na Uniwersytecie im. Adama Mickiewicza w Poznaniu od 1 maja 2016 do 31 grudnia 2017.